# 劳拉·巴西特
劳拉·巴西特（英語：Laura Bassett，1983年8月2日—），英国女子足球运动员，司职后卫。她曾代表英格兰代表队参加2011年和2015年国际足联女子世界杯，其中2015年世界杯获得季军。